# Yule (バンド)
yule（ユール）は、日本のバンド。
Rei（ボーカル・ギター）、Anna（ボーカル）、mag（ギター）、Iwao（シンセサイザー・グロッケン・マンドリン）、Tetsutaro（ベース）、fumi（ドラム）の6人編成。2015年1月にヴォーカルのRei、Annaを中心に結成。男女混声のヴォーカルを中心に、アコースティック・ギター、マンドリン、グロッケンシュピール、シンセサイザーなどの楽器を加えたサウンドが特徴。

## メンバー
Rei（レイ）
ボーカル・ ギター担当。ほとんどの楽曲の作詞・作曲を手がける。アルバム『Symbol』では、レコーディング、ミキシング、マスタリングのエンジニアも担当した。
Anna（アンナ）
ボーカル担当。アルバム『Symbol』の6曲目に収録されている「hope.」は、Annaがソロ活動をしていた時期に作った楽曲を、Reiがアルバム向けにアレンジして収録したもの。Annaいわく、家で楽しむための、鼻歌のような曲だったという。
mag（マグ）
ギター担当。
Tetsutaro（テツタロウ）
ベース担当。
Iwao（イワオ）
シンセサイザー・グロッケン・マンドリン担当。加入時はギタリストとして声をかけられたが、鉄琴やマンドリンなど複数の楽器を所有していたため、現在の担当になった。
fumi（フミ）
ドラム担当。

## 来歴
2015年1月、ボーカルのRei、Annaを中心に結成。 ギターのmag、サポートメンバーにIwao、Tetsutaro、fumiを加えた6人体制で活動を開始。 アコースティックユニットで活動していたAnnaと、宅録をしていたReiが共同で作ったデモ音源がバンドの原型となった。
2015年8月、THISTIME Recordsの主催する「スプートニク vol.06」で初のライブ。同時に1st e.p.『Sleep』を会場限定で発売。10月には音楽メディアSpincoasterの主催する「SPIN.DISCOVERY Vol.03」にポルトガルのNortonらと共に出演。11月にはIwao、Tetsutaro、fumiが正式に加入し、6人編成のバンドとなる。
2016年7月、1st e.p.『Sleep』を再生産し、タワーレコード渋谷店で限定販売を開始。その後、同社の新宿店・梅田大阪丸ビル店でも取り扱いを開始する。
2017年2月8日、初の全国流通アルバム『Symbol』を発売。
2018年7月28日、配信音源『Singalong』を各サブスクリプションサービスでリリース。

### バンド名
- 「クリスマスの期間」を表す古語「yule」から名付けられた[3]。
- 自主制作デモに合いそうな言葉をメンバーでリストアップし、1人2票の多数決で決めた。最終的には、全員一致で「yule」に票を入れたという[3]。
- ボーカルのReiいわく、活動を始めてからも名前のない時期が続いていたという。「Wall」など、「yule」の他に10程度の候補があった[3]。

### ロゴ
- yuleのロゴである羊は、ボーカルのReiによるもの。バンド名を決めている時期に描いたイラストが採用された。羊にした理由を、Reiは「好きだから」としている[3]。

## ディスコグラフィー

### アルバム
|     | 発売日         | タイトル | 規格品番  | 収録曲 | 備考                  |
| --- | -------------- | -------- | --------- | --- | --------------------- |
| 1st | 2016年02月08日 | Symbol   | SPFC-0012 | 1. 大きな木／Childhood 2. Symbol 3. sleepless sleep 4. Call 5. starry song 6. hope. 7. 塔の街／tale 8. Morgenrot 9. ゴーストタウン 10. It's dark outside 11. 羊が眠る頃 12. Ruler 13. 居住区／Area | SOPHORI FIELD COMPANY |

### 配信音源
|     | 発売日         | タイトル  | 収録曲                                                                 | 備考                  |
| --- | -------------- | --------- | ---------------------------------------------------------------------- | --------------------- |
| 1st | 2018年07月28日 | Singalong | 1. Doors 2. Music 3. サンライトソング 4. 白い家 5. KINGDOM 6. Whenever | SOPHORI FIELD COMPANY |

### 自主制作
|     | 発売日    | タイトル | 収録曲                                                                        | 備考     |
| --- | --------- | -------- | ----------------------------------------------------------------------------- | -------- |
| 1st | 2015年8月 | Sleep    | 1. Hello 2. Call and Roll 3. sleepless sleep 4. starry song 5. SUNNY 6. Sleep | 自主制作 |

## 出演

### ラジオ
- TOKYO FM・レコチョク選曲大学（2016年12月23日）
- OBS・BINGO（2017年2月8日）
- JFN・simple style －オヒルノオト－（2017年3月3日）

### 公式サイト
- yule official website
- Rei (@helloiamghost) - X（旧Twitter）
- Anna (@capekcolonel) - X（旧Twitter）
- mag (@magsvefn) - X（旧Twitter）
- Tetsutaro (@T2_tar00) - X（旧Twitter）
- fumi (@sundasuimen) - X（旧Twitter）
- yule 公式アカウント (@yule_japan) - X（旧Twitter）

### インタビュー
- Skream!（早耳のファンの間で話題になっていた男女混声の6人組がついに本格デビュー）インタビュアー 山口 智男（2016年02月07日）
- Spincoaster（INTERVIEW yule） （2016年02月08日）
- CINRA.NET（yuleインタビュー 早耳リスナーの心を掴んでいる、6人編成音楽団）インタビュー・テキスト 天野史彬（2016年02月20日）